# The Celts (singolo)
The Celts è un singolo della cantante e musicista irlandese Enya, pubblicato nel 1992 come primo estratto dalla riedizione The Celts.

## La canzone
La canzone era già stata pubblicata nel 1987 nell'album di esordio della cantante, Enya, ed è stata estratta come singolo solo nel 1992 in occasione della ristampa dell'album di esordio come The Celts. Ha ottenuto un discreto successo in Regno Unito, dove ha raggiunto la Top 30.

## Tracce
- The Celts - 02:56
- Oíche Chiún - 03:44
- 'S Fagaim mo Bhaile - 03:57

## Piazzamenti in classifica
| Paese       | Posizione |
| Regno Unito | 29        |